# Walter Lessing
Walter Armand Lessing (* 21. Mai 1881 in Oberlahnstein; † 1. März 1967 ebenda) war ein deutscher Politiker.

## Leben
Lessing war der Sohn des Industriellen Anton Lessing und Vater von Clemens Lessing.
Er war Stadtratsmitglied, Begründer und Kreisvorsitzender der Europa-Union Lahnstein.
1961 ernannte die Stadt Oberlahnstein den Kommunalpolitiker und Förderer des kulturellen Lebens zum Ehrenbürger und benannte 1968 die Dr.-Walter-Lessing-Straße nach ihm.